# Ела, изпей!
„Ела, изпей!“ (на английски: Sing!) е американска компютърна анимация от 2016 г., продуциран от Илюминейшън Ентъртеймънт и разпространен от Юнивърсъл Студиос. Филмът е написан е и режисиран от Гарт Дженингс, ко-режисиран от Кристоф Лурделет и озвучаващия състав се състои от Матю Макконъхи, Рийз Уидърспун, Сет Макфарлън, Скарлет Йохансон, Джон Рейли, Ник Крол, Тарън Еджъртън и Тори Кели. Неговите герои са антропоморфни животни и се съсредоточава върху борещ се собственик на театър, който решава да проведе певческо състезание, както и как състезанието се намесва в личния живот на състезателите.
Филмът включва повече от 60 песни от известни изпълнители, изпълнявани предимно диетично, а също така има оригинална песен на Стиви Уондър и Ариана Гранде, наречена „Вяра“ (Faith), която е номинирана за „Златен глобус“. Прожектиран е на Международния филмов фестивал в Торонто на 11 септември 2016 г., премиерата е в Microsoft Theatre на 3 декември 2016 г. и е пуснат в САЩ на 21 декември. Филмът получи общо смесени отзиви и спечели 634 милиона долара по целия свят. Продължението, „Ела, изпей! 2“ излезе на 22 декември 2021 година.

## Актьорски състав
- Матю Макконъхи – Бъстър Мун, оптимистична коала, която планира да спаси театъра си от затваряне, като проведе състезание по пеене.[5][6]
- Рийз Уидърспун – Росита, домашно прасе, която се отказва от тийнейджърската си музика, мечтае да стане предана съпруга на Норман и майка на техните 25 прасенца.[6]
- Сет Макфарлън – Майк, бяла мишка и уличен певец с голям глас на Франк Синатра и арогантно отношение.[6]
- Скарлет Йохансон – Аш, женски таралеж от дикобраз (т.е. външно подобен на морско свинче) пънк рокер, която участва в дует с алтернативна рок музика с приятеля си Ланс.[1][6]
- Джон Райли – Еди Нудълман, овца и приятел на Бъстър, който се съмнява в бъдещето на театъра.[6][7]
- Тарън Еджъртън – Джони, горила тийнейджър, който иска да пее, макар че баща му би предпочел той да следва неговите престъпни стъпки.[6]
- Тори Кели – Мийна, тийнейджърски индийски слон с изискан глас и тежка сценична треска.[6]
- Дженифър Сондърс – Нана Нудълман, овца и бабата на Еди, която беше известна певица в славните си дни.[8][9]
  - Дженифър Хъдсън[1] – Нана като млада
- Гарет Дженингс (който е сценарист и режисьор на филма) – Мис Кроули, възрастна игуана със стъклено око, която е административен асистент на Бъстър.[1]
- Питър Серафинович – Големия татко, лидерът на банда горили, който иска синът му Джони да го следва в бизнеса му с престъпления.[1]
- Ник Крол – Гънтър, страстно танцуващо домашно прасе, което си партнира с Росита за шоуто.[10][8]
- Бек Бенет – Ланс, мъжки таралеж и приятел на Аш.[1]
- Джей Фароа[8] – е дядото на Мийна, индийски слон и неназованият дядо на Мина, който я притиска да преодолее сценичната си треска.
- Ник Офърман[8] – Норман, прасе и съпруг на Росита.
- Лесли Джоунс – майката на Мийна, индийски слон и неназованата майка на Мийна.
- Риа Пърлман – Джудит,[1][11] кафява лама от банката, която предупреждава Бъстър, че театърът му ще бъде отнет, ако той не плати.
- Лорейн Нюман – бабата на Мийна, индийски слон и неназованата баба на Мийна.
- Адам Бъкстън – Стан, горила, който е член на бандата на Големия татко.
- Брад Морис – неназования бабуин, когото Майк атакува, че не е дарил повече пари за своите улични представления.
- Бил Фармър – Боб, куче и репортер на новини, който документира състезанието по пеене на Бъстър.
- Таунсенд Колман – Банкерът Бик, неназован добитък, който дава на Майк собствена кредитна карта в светлината на състезанието по пеене.
- Джим Къмингс (кредитиран като „Джеймс Дж. Къмингс“) – кафяви мечки и ченге носорог.
- Тара Стронг е:
  - Беки, таралеж и ново гадже на Ланс.
  - Нанси, женска бяла мишка, която става гадже на Майк.

Гласовете на детските прасета на Росита и Норман бяха осигурени от Оскар, Лео, Каспар и Аса Дженингс, децата на Гарт Дженингс, сценаристът и режисьора на филма. Дженингс наемаше режисьорите Едгар Райт (като козел) и Уес Андерсън (като Даниел, жираф, който се явява на прослушване с песента „Бен“), които се осигуряват „допълнителни гласове“, продължавайки традицията тримата приятели да се появяват във филмите на другия. Архивния запис на Шуби Тейлър, който почина през 2003 г., пеейки „Стари сърца“, беше използван за пеещия глас на хипопотама, работещ във фармацевтична компания.

## Продукция
През януари 2014 г. беше обявено, че Гарт Дженингс ще напише и режисира анимационен филм за Universal Pictures and Illumination Entertainment, за „смелост, съревнование и носене на мелодия“, който първоначално е озаглавен Обяд (Lunch), после е преименуван като „Ела, изпей!“ (Sing).
На 14 януари 2015 г. Матю Макконъхи бе избран за главна роля на филма. Крис Меледандри и Джанет Хийли са продуценти на филма. На 17 юни 2015 г. беше потвърдено, че персонажът на Макконъхи е кръстен Бъстър и че Джон Райли ще озвучи Еди, овца и най-добрият приятел на Бъстър. През ноември 2015 г. беше обявено, че Рийз Уидърспун, Сет Макфарлън, Скарлет Йохансон, Тори Кели и Тарън Еджъртън са се присъединили към актьорския състав на филма.
Във филма участват 65 поп песни, правата върху които струват 15 процента от бюджета на филма на стойност 75 милиона долара. Анимацията е създадена изцяло във Франция от Illumination Mac Guff.

## Музика
Саундтрак албума за филма е пуснат на 21 декември 2016 г.

## Пускане
Почти пълният филм беше прожектиран като незавършено произведение, започващо на 11 септември 2016 г. на Международния филмов фестивал в Торонто. Universal Studios пусна филма на 21 декември 2016 г.

### Домашна употреба
„Ела, изпей!“ беше издаден на Blu-ray, Blu-ray 3D, Ultra HD Blu-ray и DVD на 21 март 2017 г. Той включва три късометражни филма: Gunter Babysits, Love from First Sight и Eddie's Life Coach.

## В България
В България филмът е пуснат на 23 декември 2016 г. от Форум Филм България.
На 24 април 2017 г. е пуснат на DVD от A+Films.
На 6 август 2019 г. е излъчен премиерно по bTV Cinema във вторник от 21:00 ч.

## Дублажи

### Синхронен дублаж
| Роля            | Изпълнител                            |
| --------------- | ------------------------------------- |
| Бъстър Мун      | Христо Бонин                          |
| Розита          | Ивет Лазарова-Торосян                 |
| Аш              | Мария Бояджиева                       |
| Мина            | Елизабет Нешева                       |
| Джони           | Живко Станев                          |
| Гюнтер          | Николай Върбанов                      |
| Норман          | Васил Бовянски                        |
| Майк            | Атанас Сребрев                        |
| Ланс            | Пламен Чернев                         |
| Еди Нудълман    | Димитър Живков                        |
| Нана Нудълман   | Василка Сугарева                      |
| Мис Кроли       | Василка Сугарева                      |
| Майката на Мина | Светлана Смолева                      |
| Дядото на Мина  | Петър Калчев                          |
| Биг Деди        | Георги Иванов                         |
| Кенгуру         | Симона Нанова                         |
| Бари            | Стефан Младенов                       |
| Даниел          | Стефан Младенов                       |
| Стан            | Стоян Цветков                         |
| Беки            | Татяна Етимова                        |
| Пийт            | Анатолий Божинов                      |
| Кип Кейси       | Анатолий Божинов                      |
| Мечок мафиот    | Петър Върбанов                        |
| Други гласове   | Георги-Маноел Димитров Георги Стоянов |

| Обработка | Александра Аудио |
| --------- | ---------------- |

### Войсоувър дублаж
| Озвучаващи артисти  | Цветослава Симеонова Татяна Етимова Светлана Смолева Момчил Степанов Росен Русев |
| Преводач            | Константин Николов                                                               |
| Тонрежисьор         | Венелин Николов                                                                  |
| Режисьор на дублажа | Добрин Добрев                                                                    |